# Helga Brauer
Pour les articles homonymes, voir Brauer.
Helga Brauer (née le 2 mai 1936 à Leipzig, morte le 15 juin 1991 dans la même ville) est une chanteuse allemande.

## Biographie
Après une formation d'assistante dentaire, Helga Brauer commence sa carrière de chanteuse à l'été 1954 ; en vacances à Sellin, elle participe à un concours de chant accompagné de l'orchestre de Helmut Opel et remporte le premier prix, Opel lui propose un contrat pour chanter avec l'orchestre.
Le 11 novembre 1954, Helga Brauer fait sa première apparition publique au Leipziger Messehalle 2. Elle fait une tournée avec l'orchestre. En mars 1956, elle fait un essai dans le studio de la Rundfunk der DDR et rejoint le Rundfunk-Tanzorchester Leipzig dirigé par Kurt Henkels. Elle fait ensuite ses premiers enregistrements pour la radio puis a un contrat avec le label Amiga qui devient exclusif lors de la sortie du premier single.
L'année suivante, Helga Brauer avec Heute spielt der Konstantin Klavier est la première numéro un des ventes en RDA. En 1959, elle sort plusieurs chansons inspirées du Lipsi.
En 1960, elle épouse le compositeur Walter Eichenberg qui devient l'année suivante le chef du Rundfunk-Tanzorchester Leipzig avec lequel elle enregistre plusieurs succès.
Dans les années 1960, elle fait des tournées dans les pays communistes, en Autriche, en Suède, en Finlande et en Égypte. Dans les années 1970 et 1980, elle continue à chanter sur scène et dans des émissions comme Amiga-Cocktail, Ein Kessel Buntes ou Da liegt Musike drin.
Son répertoire comprend 600 chansons.

## Filmographie
- 1962 : Revue um Mitternacht

## Source de la traduction
- (de) Cet article est partiellement ou en totalité issu de l’article de Wikipédia en allemand intitulé « Helga Brauer » (voir la liste des auteurs).